# Stanislav Krakov
Stanislav Krakov, cyr. Станислав Краков (ur. 28 marca 1895 w Kragujevacu, zm. 15 grudnia 1968 w Genewie) – serbski i jugosłowiański oficer, dziennikarz, pisarz, reżyser filmowy, bibliofil i numizmatyk.
Przez wiele lat pełnił funkcję redaktora naczelnego pisma „Vremen”. Był ochotnikiem w oddziale Vojina Popovicia – księcia Vuka w wojnach bałkańskich, brał także udział w I wojnie światowej i walkach na froncie salonickim, za co został odznaczony Orderem Orła Białego, Orderem Korony Jugosłowiańskiej, Orderem Świętego Sawy, Medalem Waleczności, Medalem Albanii i Krzyżem Miłosierdzia. Podczas okupacji niemieckiej w czasie II wojny światowej wspierał Rząd Ocalenia Narodowego pod przewodnictwem swojego wuja, generała Milana Nedicia. Był autorem kilkunastu powieści i innych utworów literackich oraz redaktorem gazet „Novo vreme” i „Obnova”.

## Życiorys

### Rodzina i edukacja
Urodził się 28 marca 1895 roku w Kragujevacu jako syn doktora Zygmunta, polskiego lekarza, który po klęsce powstania styczniowego wyjechał do Paryża, a następnie do Serbii i Persidy, wnuczki księcia Zeoki Nikoli Stanojevicia i siostry generała Milana Nedicia. Uczęszczał do czteroletniej szkoły podstawowej w Knjaževcu, którą ukończył w 1905 roku w Zaječarze. Następnie w 1913 roku ukończył Drugie Gimnazjum Męskie w Belgradzie.

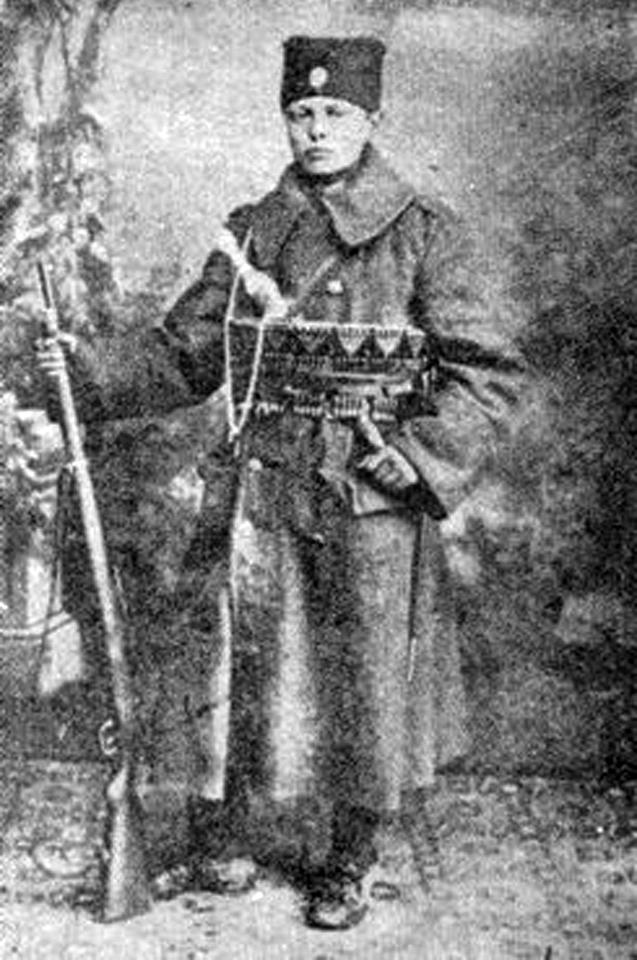
Stanislav Krakov jako ochotnik w kompanii księcia Vuka w 1912 roku; przy pasie ma szablę, którą otrzymał od dowódcy tureckiej armii Vardaru

### Kariera wojskowa
Będąc uczniem siódmej klasy liceum, zaciągnął się jako ochotnik do czetnickiego oddziału majora Vojina Popovicia – księcia Vuka podczas I wojny bałkańskiej w 1912 roku. W wieku siedemnastu lat nie mógł zostać przyjęty do regularnej armii.
W następnym roku brał udział w II wojnie bałkańskiej przeciwko Bułgarii. Został ranny w pobliżu Kriwej Pałanki.
Po ukończeniu szkoły średniej wstąpił do Akademii Wojskowej i jako świeżo upieczony podchorąży 46. rocznika Niższej Szkoły Akademii Wojskowej w 1914 roku wyjechał na front I wojny światowej. Brał udział w wielu bitwach, przeżył albańską Golgotę. Został ranny w 1915 roku, będąc dowódcą plutonu. Był jednym z pierwszych, którzy zdobyli Kajmakczałan i wkroczyli do Wełesu. W 1916 roku redagował czasopismo „Rovovac”. W sumie był ranny 17 razy i otrzymał dziewięć różnych odznaczeń.
21 czerwca 1921 przeszedł na emeryturę w stopniu porucznika.

### Kariera cywilna
Po I wojnie światowej podjął studia prawnicze i ukończył je. W 1921 roku rozpoczął pracę jako dziennikarz w gazecie „Vreme”. Był redaktorem magazynu o tematyce lotniczej „Naša krila” (1924–1939) i pisma „Telegram” (1939). Od 1932 był redaktorem naczelnym gazety „Vreme”, a następnie dyrektorem tej gazety, a także redaktorem „Polityki”. Podczas wizyty króla Aleksandra I Karađorđevicia we Francji w październiku 1934 roku znalazł się w elitarnym gronie towarzyszących władcy dziennikarzy. W czasie podróży doszło do zamachu w Marsylii, po którym Krakov napisał, że zorganizowali go terroryści ustaszowcy wspierani przez Włochy, co spowodowało kryzys dyplomatyczny z Włochami. Krakov po tej kontrowersyjnej publikacji został usunięty ze stanowiska dyrektora gazety „Vreme” decyzją premiera Milana Stojadinovicia z dniem 1 stycznia 1936 roku. Do 1939 roku pracował jako zastępca redaktora w czasopiśmie „Ratnik”.

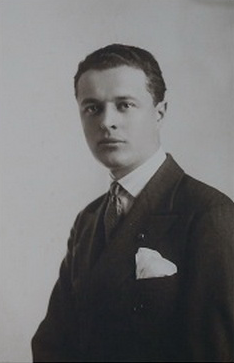
Stanislav Krakov w okresie międzywojennym

W 1937 roku przyłączył się do ruchu „ZBOR”, gdzie był kierownikiem wydziału propagandy w Sekretariacie Generalnym. Od 9 lipca 1940 do 1941 był dyrektorem Radia Belgrad.
Swoje pierwsze opowiadanie pt. Śmierć porucznika Ranđicia opublikował w czasopiśmie „Misao” w 1919 roku. Napisał powieści Przez burzę (1921) i Skrzydła (1922), dziennik z podróży Przez południową Serbię (1926), zbeletryzowane wspomnienia Nasze ostatnie zwycięstwa (1928), a także zbiór opowiadań Czerwony Piero (1992). Z powieści historycznych napisał Płomień czetnizmu (1930), Koronę na tron Petara (1933) i Generała Milana Nedicia (1963–1968). Jego autobiografia pt. Życie człowieka na Bałkanach ukazała się pośmiertnie dopiero w 1997 roku
Jako dziennikarz magazynu „Vreme” udał się do domu niemieckiego reżysera Fritza Langa, aby przeprowadzić z nim wywiad. Przy tej okazji Lang oświadczył, że Jugosławia go pociąga i ma nadzieję przyjechać tam z wizytą. Jego dziennikarskie relacje z podróży, realizowane w okresie międzywojennym, były doceniane za szczególne walory estetyczne.
Wiele ze swoich reportaży Krakov poświęcił Polsce. Podkreślał w nich destrukcyjny wpływ zaboru rosyjskiego na polską kulturę i dziedzictwo narodowe. Był osobiście zachwycony marszałkiem Józefek Piłsudskim. Zainicjował utworzenie polsko-jugosłowiańskiego porozumienia prasowego.
Zajmował się także kinematografią. W 1932 roku nakręcił film dokumentalny pt. Przez ziemię naszych cesarzy i królów. Jest reżyserem filmu Za honor ojczyzny, którego premiera odbyła się 25 marca 1930 roku. Pierwsza wersja tego filmu była bez dźwięku, dlatego została udoskonalona i w 1938 roku uzyskano nową wersję o ostatecznym tytule Golgota Serbii. Film wyemitowano w listopadzie 1940 roku.
Po agresji III Rzeszy na Polskę pomagał polskim uchodźcom, którzy znaleźli się na terytorium Jugosławii. Po zajęciu Jugosławii przez państwa Osi wspierał rząd generała Milana Nedicia, który był jego wujem. Był redaktorem gazet gadzinowych „Novo vreme” (1943–1944), „Obnova” i „Zapisi”. Jednocześnie był kilkakrotnie aresztowany przez gestapo w związku z podejrzeniem, że jest Żydem. We wrześniu 1944 wyjechał do Austrii, po wojnie mieszkał głównie w Paryżu. W komunistycznej Jugosławii został skazany zaocznie na karę śmierci za kolaborację z Niemcami.
W swojej autobiografii zanotował, że mieszkańcy dwóch miejscowości w Jugosławii nadali mu honorowe obywatelstwo, a w jednej z nich nazwał nawet jego imieniem jedną ze swoich głównych ulic. Następnie stwierdził: „Otrzymałem osiemnaście odznaczeń, z czego połowa to odznaczenia wojenne, i trzy wyroki śmierci”. Podaje, że w przedwojennej encyklopedii wymieniano go jako „wielkiego bohatera wojennego”, zaś po II wojnie światowej stał się „wrogiem ludu”.

## Życie prywatne
Był bibliofilem i numizmatykiem. Był żonaty z Ivanką Mihajlović (1898), córką Milicy Mihajlović.